# Camanche (Iowa)
Camanche es una ciudad situada en el condado de Clinton, en el estado de Iowa, Estados Unidos. Según el censo de 2010 tenía una población de 4.448 habitantes.

## Geografía
Según la Oficina del Censo de los Estados Unidos, la localidad tiene un área total de 24,43 km², de los cuales 22,48 km² corresponden a tierra firme y el restante 1,95 km² a agua, que representa el 7,98% de la superficie total de la localidad.

## Demografía
Según el censo de 2010, había 4448 personas residiendo en la localidad. La densidad de población era de 182,07 hab./km². Había 2010 viviendas con una densidad media de 82,28 viviendas/km². El 97,64% de los habitantes eran blancos, el 0,61% afroamericanos, el 0,18% amerindios, el 0,45% asiáticos, el 0,04% isleños del Pacífico, el 0,29% de otras razas, y el 0,79% pertenecía a dos o más razas. El 2,07% de la población eran hispanos o latinos de cualquier raza.